# Dírham dels Emirats Àrabs Units
El dírham dels Emirats Àrabs Units (àrab: درهم إماراتي, dirham imārātī, o, simplement, درهم, dirham, pl. دراهم, darāhim) és la moneda dels Emirats Àrabs Units. El codi ISO 4217 és AED i s'utilitzen les abreviacions Dh i Dhs (en àrab د.إ). Es divideix en 100 fils (en àrab فلس, fils, pl. فلوس, fulūs).

## Història
El dírham dels Emirats Àrabs Units (EAU) es va introduir el 1973 en substitució del riyal de Qatar i Dubai. La taxa de canvi va ser paritària, és a dir, d'u a u. El riyal de Qatar i Dubai va ser la moneda, des del 1966, de tots els emirats excepte del d'Abu Dhabi, on hi circulava el dinar de Bahrain. Abans del 1966, tots els emirats que van formar els EAU utilitzaven la rupia del Golf.

## Monedes i bitllets
Emès pel Banc Central dels Emirats Àrabs Units (en àrab مصرف الإمارات العربية المتحدة المركزي, Maṣraf al-Imārāt al-ʿArabiyya al-Muttaḥida al-Markazī), en circulen monedes d'1, 5, 10, 25 i 50 fils i d'1 dírham, i bitllets de 5, 10, 20, 50, 100, 200, 500 i 1.000 dírhams.
Les monedes de 5 i 10 fils s'utilitzen rarament. El mateix passa amb els bitllets de 20 i 200 dírhams (aquest últim, per exemple, es va deixar d'emetre el 1989).

## Taxes de canvi
- 1 EUR = 4,49775 AED (17 d'abril del 2006)
- 1 USD = 3,67248 AED (17 d'abril del 2006)